# 1517 w muzyce
Wydarzenia muzyczne w 1517 roku.

## Publikacje
- 31 października 1517 – Sebastian z Felsztyna opublikował w Krakowie pierwszy w Polsce podręcznik notacji menzuralnej, oparty na teorii Franchinusa Gaffuriusa

## Zmarli
- 26 marca – Heinrich Isaac, flamandzki kompozytor epoki renesansu (ur. między 1450 a 1455)